# Olympische Sommerspiele 2024/Teilnehmer (Kosovo)
| Gelbes Symbol für Goldmedaillen mit stilisierten Olympischen Ringen | Graues Symbol für Silbermedaillen mit stilisierten Olympischen Ringen | Braundes Symbol für Bronzemedaillen mit stilisierten Olympischen Ringen |
| ------------------------------------------------------------------- | --------------------------------------------------------------------- | ----------------------------------------------------------------------- |
| —                                                                   | 1                                                                     | 1                                                                       |

Der Kosovo nahm an den Olympischen Spielen 2024 vom 26. Juli bis zum 11. August 2024 in Paris teil. Es war die insgesamt dritte Teilnahme an Olympischen Sommerspielen mit neun Athleten. 

## Medaillen

### Silber
| Name             | Sportart | Wettkampf                 |
| ---------------- | -------- | ------------------------- |
| Distria Krasniqi | Judo     | Frauen, Halbleichtgewicht |

### Bronze
| Name         | Sportart | Wettkampf                 |
| ------------ | -------- | ------------------------- |
| Laura Fazliu | Judo     | Frauen, Halbmittelgewicht |

## Teilnehmer nach Sportarten

### Boxen
Bei ersten internationalen Qualifikationsturnieren erkämpfte sich Donjeta Sadiku einen Startplatz im Leichtgewicht der Frauen.
| Athleten       | Wettbewerb       | 1. Runde  | 1. Runde | Achtelfinale | Achtelfinale | Viertelfinale | Viertelfinale | Halbfinale    | Halbfinale    | Finale        | Finale        | Rang |
| Athleten       | Wettbewerb       | Gegner    | Ergebnis | Gegner       | Ergebnis     | Gegner        | Ergebnis      | Gegner        | Ergebnis      | Gegner        | Ergebnis      | Rang |
| -------------- | ---------------- | --------- | -------- | ------------ | ------------ | ------------- | ------------- | ------------- | ------------- | ------------- | ------------- | ---- |
| Frauen         |                  |           |          |              |              |               |               |               |               |               |               |      |
| Donjeta Sadiku | Klasse bis 60 kg | T.Somnuek | 3:2      | A. Valdes    | 2:3          | ausgeschieden | ausgeschieden | ausgeschieden | ausgeschieden | ausgeschieden | ausgeschieden | 9    |

### Judo
Über die IJF-Weltrangliste konnten sich fünf kosovarische Judokas qualifizieren.
| Athleten         | Wettbewerb       | 1. Runde      | 1. Runde | 2. Runde | 2. Runde | Achtelfinale   | Achtelfinale  | Viertelfinale | Viertelfinale | Halbfinale / Trostrunde | Halbfinale / Trostrunde | Finale / Platz 3 | Finale / Platz 3 | Rang   |
| Athleten         | Wettbewerb       | Gegner        | Ergebnis | Gegner   | Ergebnis | Gegner         | Ergebnis      | Gegner        | Ergebnis      | Gegner                  | Ergebnis                | Gegner           | Ergebnis         | Rang   |
| ---------------- | ---------------- | ------------- | -------- | -------- | -------- | -------------- | ------------- | ------------- | ------------- | ----------------------- | ----------------------- | ---------------- | ---------------- | ------ |
| Frauen           |                  |               |          |          |          |                |               |               |               |                         |                         |                  |                  |        |
| Distria Krasniqi | Klasse bis 52 kg | Freilos       | Freilos  | —        | —        | M. M. Maharani | 10:0          | G. Primo      | 10:0s1        | O. Giuffrida            | 10s1:0s3                | D. Keldiyorova   | 0:1s1            | Silber |
| Nora Gjakova     | Klasse bis 57 kg | L. Enchriilen | 0s3:10s2 | —        | —        | ausgeschieden  | ausgeschieden | ausgeschieden | ausgeschieden | ausgeschieden           | ausgeschieden           | ausgeschieden    | ausgeschieden    | 17     |
| Laura Fazliu     | Klasse bis 63 kg | Freilos       | Freilos  | —        | —        | T. Jing        | 10s2:0s3      | C. Agbegnenou | 0:10          | C. Beauchemin-Pinard    | 1s1:0s2                 | K. Krišto        | 10s2:0s3         | Bronze |
| Loriana Kuka     | Klasse bis 78 kg | M. Lobnik     | 10s1:0s1 | —        | —        | J. Lytwynenko  | 0:1           | ausgeschieden | ausgeschieden | ausgeschieden           | ausgeschieden           | ausgeschieden    | ausgeschieden    | 7      |
| Männer           |                  |               |          |          |          |                |               |               |               |                         |                         |                  |                  |        |
| Akil Gjakova     | Klasse bis 73 kg | D. Cargnin    | 10s2:0s1 | —        | —        | S. Gassner     | 10s1:0s1      | M. Lombardo   | 10s1:0s3      | H. Heydarov             | 0s2:1s2                 | S. Hashimoto     | 0s2:1s2          | 5      |

### Leichtathletik
Laufen und Gehen
| Athleten      | Wettbewerb | Vorlauf     | Vorlauf | Hoffnungslauf | Hoffnungslauf | Halbfinale    | Halbfinale    | Finale        | Finale        | Rang          |
| Athleten      | Wettbewerb | Zeit        | Rang    | Zeit          | Rang          | Zeit          | Rang          | Zeit          | Rang          | Rang          |
| ------------- | ---------- | ----------- | ------- | ------------- | ------------- | ------------- | ------------- | ------------- | ------------- | ------------- |
| Männer        |            |             |         |               |               |               |               |               |               |               |
| Gresa Bakraci | 800 m      | 2:13,29 min | 8       | DSQ           | DSQ           | ausgeschieden | ausgeschieden | ausgeschieden | ausgeschieden | ausgeschieden |

### Schwimmen
Für die Schwimmwettbewerbe konnten sich zwei kosovarische Schwimmer qualifizieren.
| Athleten      | Wettbewerb     | Vorlauf | Vorlauf | Halbfinale    | Halbfinale    | Finale        | Finale        | Rang |
| Athleten      | Wettbewerb     | Zeit    | Rang    | Zeit          | Rang          | Zeit          | Rang          | Rang |
| ------------- | -------------- | ------- | ------- | ------------- | ------------- | ------------- | ------------- | ---- |
| Frauen        |                |         |         |               |               |               |               |      |
| Hana Beiqi    | 50 m Freistil  | 27,34 s | 43      | ausgeschieden | ausgeschieden | ausgeschieden | ausgeschieden | 43   |
| Männer        |                |         |         |               |               |               |               |      |
| Adell Sabovic | 100 m Freistil | 51,77 s | 58      | ausgeschieden | ausgeschieden | ausgeschieden | ausgeschieden | 58   |